# Giairo Ermeti
Giairo Ermeti (né le 7 avril 1981 à Rottofreno, dans  la province de Plaisance, en Émilie-Romagne) est un coureur cycliste italien, professionnel de 2005 à 2013.

## Palmarès sur route

### Palmarès amateur
- 1998
  - Brescia-Monte Magno
  - 3e du Trofeo Buffoni
- 1999
  - Trofeo Guido Dorigo
  - Coppa Valle Grana
  - Reggiolo-Baiso
- 2000
  - Coppa Ardigò
- 2002
  - Gran Premio Ezio Del Rosso
  - 2e du Giro del Casentino
  - 2e du Giro del Mendrisiotto
  - 3e du Tour de Lombardie amateurs
  - 3e du Grand Prix Waregem
  - 3e du Tour d'Émilie amateurs
- 2003
  - Mémorial Gigi Pezzoni
  - Trofeo Angelo Schiatti
  - 3e étape du Tour du Frioul-Vénétie julienne
  - Gran Premio Somma
  - 2e du Gran Premio San Flaviano
  - 3e du Grand Prix Istria 1
  - 3e du championnat d'Italie du contre-la-montre espoirs
- 2004
  -  Champion d'Italie sur route amateurs
  - 1re étape du Tour de Lleida
  - Giro del Valdarno
  - Tour de Lombardie amateurs
  - 2e du Grand Prix San Giuseppe
  - 2e de Bologna-Passo della Raticosa
  - 2e de Florence-Viareggio
  - 2e du Gran Premio Ezio Del Rosso
  - 3e de la Coppa Apollo 17
  - 3e de la Freccia dei Vini

### Palmarès professionnel
- 2006
  - Tour du lac Majeur
- 2009
  - 1re étape de la Semaine cycliste lombarde (contre-la-montre par équipes)
- 2010
  - 2e du Gran Premio Industria e Commercio Artigianato Carnaghese

### Résultats sur le Tour d'Italie
4 participations
- 2008 : 83e
- 2009 : 138e
- 2011 : 144e
- 2013 : 151e

### Classements mondiaux
| Année           | 2005   | 2006 | 2007 | 2008 | 2009   | 2010 | 2011 | 2012 |
| --------------- | ------ | ---- | ---- | ---- | ------ | ---- | ---- | ---- |
| UCI Europe Tour | 1 036e | 165e | 553e | 378e | 1 128e | 206e |      | 746e |

## Palmarès sur piste

### Championnats du monde
- Apeldoorn 2011
  - 15e de la poursuite par équipes
  - 16e de la poursuite individuelle

### Championnats d'Italie
- 2007
  -  Champion d'Italie de poursuite
  -  Champion d'Italie de poursuite par équipes (avec Claudio Cucinotta, Matteo Montaguti et Alessandro De Marchi)
  -  Champion d'Italie du scratch
- 2011
  -  Champion d'Italie de poursuite par équipes (avec Omar Bertazzo, Matteo Montaguti et Filippo Fortin)
  -  Champion d'Italie de l'omnium